# Jaroszlav Volodimirovics Rakickij
Jaroszlav Volodimirovics Rakickij (ukránul: Ярослав Володимирович Ракицький; Persotravenszk, 1989. augusztus 3. –) ukrán válogatott labdarúgó, az Adana Demirspor játékosa.

## Pályafutása

### Klubcsapatokban
A pályafutását a Sahtar Doneck utánpótlás akadémiáján kezdte. A Sahtar harmadik számú csapatában játszott először felnőtt szinten 2006-ban. A 2009–2010-es bajnoki idényt már a Sahtar első csapatánál kezdte. 2010-ben, 2011-ben és 2012-ben ukrán bajnoki címet szerzett, emellett kétszeres kupa és szuperkupagyőztes.
2022. július 23-án y török Adana Demirspor csapatához szerződött.

### Válogatottban
2008 és 2011 között szerepelt az ukrán U21-es válogatottban és részt vett a 2011-es U21-es labdarúgó-Európa-bajnokságon. A felnőtt nemzeti csapatban 2009. október 10-én debütálhatott egy Anglia elleni vb-selejtező mérkőzésen. Négy nappal később az Andorra felett aratott 6–0-s győzelem alkalmával első válogatottbeli gólját is megszerezte.
Az Európa-bajnoki keretszűkítést követően a szövetségi kapitány Oleh Blohin nevezte őt a 2012-es Eb-re készülő 23 fős keretébe.

#### Góljai a válogatottban
| #  | Dátum               | Helyszín                                     | Ellenfél   | Eredmény | Végeredmény | Kiírás                                     |
| -- | ------------------- | -------------------------------------------- | ---------- | -------- | ----------- | ------------------------------------------ |
| 1. | 2009. október 14.   | Comunal, Andorra la Vella, Andorra           | Andorra    | 4–0      | 6–0         | 2010-es labdarúgó-világbajnokság-selejtező |
| 2. | 2010. szeptember 7. | Valerij Lobanovszkij Stadion, Kijev, Ukrajna | Chile      | 2–0      | 2–1         | Barátságos mérkőzés                        |
| 3. | 2011. február 8.    | Paralimni Stadium, Paralimni, Ciprus         | Románia    | 1–0      | 2–2         | Barátságos mérkőzés                        |
| 4. | 2013. szeptember 6. | Aréna Lviv, Lviv, Ukrajna                    | San Marino | 9–0      | 9–0         | 2014-es labdarúgó-világbajnokság-selejtező |
| 5. | 2018. március 27.   | Stade Maurice Dufrasne, Liège, Belgium       | Japán      | 1–0      | 2–1         | Kirin-kupa                                 |

## Sikerei, díjai
Sahtar Doneck
- Ukrán bajnokság (8): 2010, 2011, 2012, 2013, 2014, 2017, 2018
- Ukrán kupa (6): 2010–11, 2011–12, 2012–13, 2015–16, 2016–17, 2017–18
- Ukrán szuperkupa (6): 2010, 2012, 2013, 2014, 2015, 2017

Zenyit
- Orosz bajnokság (4): 2018–19, 2019–20, 2020–21, 2021–22
- Orosz kupa (1): 2019–20
- Orosz szuperkupa (2): 2020, 2021